# Sergueï Baranov
Pour les articles homonymes, voir Baranov.
Sergueï Andreïevitch Baranov (en russe : Сергей Андреевич Баранов) est un joueur russe de volley-ball né le 10 août 1981 à Horlivka (oblast de Donetsk, alors en URSS). Il mesure 2,08 m et joue attaquant. Il totalise 62 sélections en équipe de Russie.

## Biographie
Il est récipiendaire de la médaille de l'Ordre du mérite pour la Patrie depuis le 2 novembre 2005.

## Clubs
| Club                    | De        | À         |
| ----------------------- | --------- | --------- |
| Lokomotiv Belgorod      | 2000-2001 | 2008-2009 |
| Lokomotiv Novossibirsk  | 2009-2010 | 2009-2010 |
| VK Kouzbass Kemerovo    | 2010-2011 | 2010-2011 |
| Lokomotiv Novossibirsk  | 2011-2012 | 2011-2012 |
| Gazprom-Iourga Sourgout | 2013-2014 | ...       |

## Palmarès

### Club et équipe nationale
- Championnat d'Europe
  - Finaliste : 2005
- Ligue européenne (1)
  - Vainqueur : 2005
  - Finaliste : 2004
- Ligue des champions (2)
  - Vainqueur : 2003, 2004
- Coupe de la CEV (1)
  - Vainqueur : 2009
- Championnat de Russie (3)
  - Vainqueur : 2003, 2004, 2005
  - Finaliste : 2006
- Coupe de Russie (2)
  - Vainqueur : 2003, 2005

### Distinctions individuelles
- Meilleur attaquant du Final Four de la 2004